# Homedale
Homedale – miasto w Stanach Zjednoczonych, w stanie Idaho, w hrabstwie Owyhee.